# Edanyilber Navas
Edanyilber José Navas Alayón (Villa de Cura, Aragua, Venezuela; 14 de enero de 2000) es un futbolista venezolano que juega como centrocampista en el Monagas Sport Club de la Primera División de Venezuela.

## Trayectoria

### Aragua F.C.
Comenzó su carrera profesional en el Aragua Fútbol Club con el cual debutó a la edad de 17 años el 24 de agosto de 2016 en el partido de vuelta de los octavos de final de la Copa Venezuela en la sorpresiva derrota 1-0 del Aragua ante Tucanes de Amazonas. Hizo su debut en la liga en un empate 1-1 con Estudiantes de Mérida.
El 10 de marzo de 2017, en el partido correspondiente a la Jornada 7 del Apertura 2017, dio un par de asistencias al minuto 30 y 61 en la victoria 5-0 del Aragua ante Zulia en el partido disputado en el estadio Hermanos Ghersi. El 26 de abril, en el partido correspondiente a la jornada 13 del Torneo Apertura, dio una asistencia al minuto 68 en el empate 1-1 ante Atlético Socopó. Durante este torneo disputó 13 partidos, sumando un total de 680 minutos y repartiendo 3 asistencias, además logró disputar el octogonal del Apertura 2017. En el Clausura 2017 llegó a disputar un total de 8 partidos, sumando un total de 670 minutos donde se convirtió en una pieza clave del club.
El 1 de marzo de 2018, dio una asistencia al minuto 45 en el partido correspondiente a la Jornada 6 del Apertura 2018, en la victoria 0-1 ante Academia Puerto Cabello disputado en el Complejo Deportivo Socialista. Durante este torneo disputó 8 partidos, acumulando un total de 588 minutos y repartiendo 1 asistencia. El 17 de octubre, en el partido correspondiente a la jornada 15 del Clausura 2018 anotó su primer gol con el Aragua en la derrota 1-3 ante Deportivo Táchira, poniendo el 0-1 al minuto 22, en el partido disputado en el Polideportivo de Pueblo Nuevo. Durante este torneo disputó 5 partidos, acumulando un total de 371 minutos y anotando un gol durante el Clausura 2018.
El 26 de enero de 2019, en la jornada 1 del Apertura 2019, anotaría segundo gol con el club en la victoria 2-1 ante Academia Puerto Cabello, anotando el gol de la victoria al minuto 90+1. El 24 de marzo, en la jornada 10, dio una asistencia al minuto 62 en la victoria 1-2 ante Estudiantes de Caracas en el partido disputado en el estadio Hermanos Ghersi de Maracay. El 6 de abril, en la jornada 13, dio una asistencia al minuto 47 en la victoria 2-0 ante Lala Fútbol Club en el partido disputado en el estadio Hermanos Ghersi. El 12 de mayo, en la jornada 18 del anotaría su tercer gol al minuto 63 con el club en la victoria 1-2 como visitante ante el Deportivo Táchira. Durante este torneo disputó 16 partidos anotando 2 goles y asistiendo en 2 ocasiones, acumulando un total de 1.232 minutos, además logró disputar el octogonal donde el Aragua sería eliminado ante Estudiantes de Mérida, equipo que terminaría siendo campeón del Torneo Apertura.
El 28 de julio, anotaría su cuarto gol con el Aragua al minuto 21 en la victoria 1-2 ante la Academia Puerto Cabello. El 11 de septiembre, anotaría su quinto gol con el Aragua al minuto 60 en el empate 1-1 ante Atlético Venezuela. El 15 de septiembre, anotaría su primer doblete con el Aragua y en su carrera profesional, a los minutos 61 y 74 en la victoria 3-0 ante Estudiantes de Caracas. El 2 de octubre, anotaría su segundo doblete, a los minutos 72 y 80 en la victoria 0-2 ante el Zulia en el partido disputado en el estadio José Encarnación Romero de Maracaibo. El 18 de noviembre, anotaría su tercer doblete, a los minutos 7 y 50, en la victoria 3-1 ante Caracas en el partido de ida de los cuartos de final del Torneo Clausura. Durante este torneo anotó 6 goles y se convirtió en uno de los máximos goleadores del Clausura 2019.
Para la temporada 2021 ficha por Guaireña de la Primera División de Paraguay.

## Clubes
| Club                 | País      | Año           | Partidos | Goles | Promedio p/p |
| -------------------- | --------- | ------------- | -------- | ----- | ------------ |
| Aragua Fútbol Club   | Venezuela | 2016-2021     | 62       | 13    | 0,18         |
| Guaireña Fútbol Club | Paraguay  | 2021          | 0        | 0     | 0            |
| Monagas Sport Club   | Venezuela | 2022-presente | 66       | 15    | 0            |